# Roger Monteaux
Roger Monteaux est un acteur français, né le 18 juillet 1879 à Boulogne-Billancourt et mort le 23 décembre 1974 à Monaco.

## Filmographie partielle
- 1909 : Rival de son père d'André Calmettes
- 1909 : La Légende de la Sainte-Chapelle d'André Calmettes
- 1909 : Le Fils du garde-chasse (anonyme)
- 1909 : La Fin d'un tyran (anonyme) : le jeune turc
- 1910 : La Libératrice de Georges Monca
- 1910 : La Retraite d'André Calmettes et Henri Pouctal
- 1911 : L'Agence Alice ou la Sécurité des ménages  de Georges Monca
- 1911 : Le Cœur d'Yvonnette de Maurice Le Forestier : le comte de Lusignan
- 1911 : Les Deux Chemins (ou Les Deux Sœurs) d'Albert Capellani : Jacques
- 1911 : Le Feu au couvent de Gaston Benoît et Georges Monca
- 1911 : Le Grand-père (L'Art d'être grand-père) de Georges Monca : Marcel
- 1911 : Le Mémorial de Sainte-Hélène (La Captivité de Napoléon) de Michel Carré : Blackeney
- 1911 : Le Pardon d'Henri Pouctal
- 1915 : Loin des yeux, près du cœur de Maurice Le Forestier
- 1921 : Toute une vie d'Henry de Golen
- 1921 : Le Pauvre Village de Jean Hervé
- 1922 : Molière, sa vie, son œuvre de Jacques de Féraudy
- 1922 : Roger la Honte (film tourné en deux époques) de Jacques de Baroncelli : M. de Noirville
- 1924 : Le Cousin Pons de Jacques Robert : le docteur Poulain
- 1934 : Un soir à la Comédie-Française de Léonce Perret (court métrage)
- 1937 : Nuits de feu de Marcel L'Herbier
- 1938 : La Goualeuse de Fernand Rivers : le juge d'instruction
- 1940 : Paradis perdu d'Abel Gance
- 1946 : Le Village de la colère de Raoul André : le curé
- 1949 : 56, rue Pigalle de Willy Rozier
- 1949 : Le Roi de Marc-Gilbert Sauvajon : l'aubergiste
- 1950 : Le Bagnard de Willy Rozier : le commissaire
- 1950 : Coupable ? d'Yvan Noé : l'avocat
- 1950 : Dominique d'Yvan Noé : M. Fouché-Laborde

## Théâtre

### Avant la Comédie-Française
- 1904 : Les Trois Anabaptistes d'Alexandre Bisson et Julien Berr de Turique, Théâtre du Vaudeville : Gilbert
- 1905 : La Retraite de Franz Adam Beyerlein, Théâtre du Vaudeville : De Hoven
- 1905 : L'Armature d'après Paul Hervieu, Théâtre du Vaudeville : Roger d'Iancey
- 1905 : La Marche nuptiale de Henry Bataille, Théâtre du Vaudeville : Vicomte de Saussy
- 1906 : Chaîne anglaise de Henri Oudinot et Camille Hermant, Théâtre du Vaudeville : Fosseuse
- 1907 : Le Ruisseau de Pierre Wolff, Théâtre du Vaudeville : Marcel
- 1908 : Israël d'Henry Bernstein, Théâtre Réjane : Gilbert Giscourt de Jouvins
- 1909 : La Course du flambeau de Paul Hervieu, Théâtre Réjane : Didier Maravon
- 1909 : Madame Margot d'Émile Moreau et Charles Clairville, Théâtre Réjane : D'Auvergne
- 1911 : Maman Colibri de Henry Bataille, Théâtre de l'Athénée : Richard de Rysberghe
- 1912 : La Femme seule d'Eugène Brieux, Théâtre du Gymnase : René Charton
- 1913 : Les Requins de Dario Niccodemi, Théâtre du Gymnase : Lucien
- 1913 : Le Tango de Jean Richepin, Théâtre de l'Athénée : Marquis d'Orbex
- 1914 : L'Épervier de Francis de Croisset, Théâtre de l'Ambigu-Comique : René de Tierrache

### Comédie-Française
Entrée à la Comédie-Française en 1915
Sociétaire de 1923 à 1936
367e sociétaire
- 1919 : Le Barbier de Séville de Beaumarchais : Almaviva
- 1920 : Paraître de Maurice Donnay : Lacouderie
- 1920 : Sganarelle ou le Cocu imaginaire de Molière
- 1920 : La Mort enchaînée de Maurice Magre : un mendiant
- 1920 : Maman Colibri de Henry Bataille : Richard de Rysberghe
- 1921 : La Robe rouge d'Eugène Brieux : Bunerat
- 1921 : Les Fâcheux de Molière : Filinte
- 1921 : Un ami de jeunesse d'Edmond Sée : Le Blumel
- 1921 : Monsieur de Pourceaugnac de Molière, mise en scène Georges Berr : Un médecin
- 1922 : Les Phéniciennes de Georges Rivollet : Le pédagogue
- 1922 : Vautrin d'Edmond Guiraud d'après Honoré de Balzac : Poiret
- 1922 : L'Amour veille de Gaston Arman de Caillavet et Robert de Flers : André de Juvigny
- 1922 : Le Misanthrope de Molière : Philinte
- 1922 : Le Chevalier de Colomb de François Porché : L'économe
- 1922 : Les Grands Garçons de Paul Géraldy : Dureux
- 1923 : Le Dépit amoureux de Molière : Valère
- 1923 : Monsieur Brotonneau de Robert de Flers et Gaston Arman de Caillavet : Jacques Herrer
- 1923 : Les Deux Trouvailles de Gallus de Victor Hugo : Le marquis Cochefilet
- 1923 : Un homme en marche de Henry Marx : Valy
- 1924 : Le Respect de l'amour de Lionel Laroze : Hubert Delcour
- 1924 : Molière et son ombre de Jacques Richepin
- 1925 : Barberine d'Alfred de Musset, mise en scène Émile Fabre : Uladislas
- 1925 : Une visite de noces d'Alexandre Dumas fils : de Cygneroy
- 1925 : La Voix de Corneille de Maurice Levaillant
- 1926 : La Carcasse de Denys Amiel et André Obey : l'abbé Dastre
- 1926 : Recommencement de Valmy-Baysse : Le voyageur
- 1927 : Hernani de Victor Hugo : Don Ricardo
- 1929 : Le Marchand de Paris d'Edmond Fleg : Docteur Weill
- 1930 : Les Trois Henry d'André Lang, mise en scène Émile Fabre : Jacques Clément
- 1932 : Baisers perdus d'André Birabeau : Henri Pailhes
- 1934 : La Chance de Françoise de Georges de Porto-Riche, mise en scène Raphaël Duflos : Guérin
- 1935 : L'Impromptu de Versailles de Molière, mise en scène Raphaël Duflos : La Thorillière
- 1936 : La Rabouilleuse d'Émile Fabre d'après Honoré de Balzac, mise en scène Émile Fabre : Capitaine Potel

### Hors Comédie-Française
- 1926 : L'Absolution de José Germain et Emmanuel Bourcier, Théâtre Fémina : Jacques
- 1932 : L'Envol de l'Aigle de Georges Loiseau, mise en scène Adrien Caillard, Palm Beach Casino (Cannes) : Napoléon Ier
- 1937 : Pamplemousse d'André Birabeau, Théâtre Daunou : Guillaume Montfavet